# Igor Jurković
 (mars 2012).
Si vous disposez d'ouvrages ou d'articles de référence ou si vous connaissez des sites web de qualité traitant du thème abordé ici, merci de compléter l'article en donnant les références utiles à sa vérifiabilité et en les liant à la section « Notes et références ».
Igor Jurković, né le 15 juillet 1985, est un kick-boxeur croate, connu pour avoir remporté le tournoi du K-1 "Le Grand Tournoi" le 26 mai 2006 à Paris.